# Reencuentro Africano por la Defensa de Derechos Humanos
El Reencuentro Africano por la Defensa de Derechos Humanos (en francés: Rencontre Africaine pour la Defense des Droits de l'Homme) es una organización no gubernamental creada el 21 de abril de 1990 en Dakar (donde se encuentra la sede central), presidida en 2008 por Alioune Tine
La iniciativa partió de un grupo de dos profesores e investigadores en la Universidad Cheikh Anta Diop de Senegal.
En sus objetivos se define como defensora de los derechos humanos en general, velando por la dignidad humana, la convivencia pacífica y la defensa del Estado de derecho. Para lograr esos objetivos trabaja en la difusión de la Carta Africana de Derechos Humanos y de los Pueblos, asiste jurídicamente a las víctimas de violaciones de sus derechos y realiza tareas de formación y movilización pública.
Se organiza en un Congreso como órgano superior, que elige 5 de los 21 miembros del Consejo de Administración (Presidente, dos Vicepresidentes, Secretario de Relaciones Internacionales y el Secretario de Dinamización de los Observatorios Nacionales y Regionales). Los Observatorios se encuentran en su mayor parte en Senegal, además de Mauritania y Guinea, más una delegación en Francia y otra ante Naciones Unidas.
Entre sus patrocinadores se encuentran las embajadas en Senegal de Alemania, Estados Unidos, Países Bajos, Reino Unido y la Unión Europea, además de otras entidades  como la Fundación Friedrich Ebert, Human Rights Watch y la Organización Internacional de la Francofonía.